# 카마시 워싱턴
카마시 워싱턴(Kamasi Washington, 1981년 2월 18일 ~ )은 미국의 재즈 색소폰 연주자이다. 재즈 공동체 웨스트 코스트 겟 다운(West Coast Get Down)의 창립 멤버이다.
워싱턴은 1981년 로스앤젤레스에서 태어나 자랐다. 베벌리우드의 알렉산더 해밀턴 고등학교를 졸업하고 캘리포니아 대학교 로스앤젤레스 민족음악학부에서 썬더캣, 로널드 브루너 주니어와 함께  케니 버렐, 제럴드 윌슨, 빌리 히긴스 등에게 사사받았다.
제럴드 윌슨 오케스트라의 2005년 앨범 《In My Time》에 참여하였으며, 켄드릭 라마의 2015년 앨범 《To Pimp a Butterfly》에 색소폰 연주자로 참여했다. 2015년 5월 솔로 데뷔 앨범 《The Epic》을 발매했다.